# 三毛亞軸孔珊瑚
三毛亞軸孔珊瑚（学名：Acropora samoensis）为軸孔珊瑚科軸孔珊瑚屬下的一个种。